# 상대 습도
상대 습도는 주어진 온도에서 수증기의 부분 압력과 물의 평형 증기 압력의 비율이다. 상대 습도는 대상 시스템의 온도 및 압력에 따라 다르다. 같은 양의 수증기는 따뜻한 공기보다 차가운 공기의 상대 습도에 더 많은 영향을 준다. 관련 매개변수는 이슬점의 매개변수이다.

## 정의
상대 습도 {\displaystyle (RH} 또는 {\displaystyle \phi )}는 공기-물 혼합물이 수증기 부분 압력의 비율로 정의한다:
{\displaystyle \phi ={\frac {p_{\mathrm {H_{2}O} }}{p_{\mathrm {H_{2}O} }^{*}}}.}
상대 습도는 일반적으로 백분율로 표시된다. 비율이 높을수록 공기-물 혼합물이 더 습한 것을 의미한다. 상대 습도 100%에서 공기는 포화 상태이며, 이슬점에 있다.